# Neuropsychologie
Neuropsychologie is de psychologie die zich bezighoudt met de functies van het brein en de relatie daarvan met gedrag. Het in kaart brengen van de verschillende hersenfuncties gebeurt onder andere via dierproeven, waarin hersendelen worden vernietigd of juist gestimuleerd. De voornaamste bron van informatie in de neuropsychologie vormen echter mensen met een hersenbeschadiging. Hersenletsel kan het gevolg zijn van diverse factoren, zoals een schotwond, hersenschudding, hersentumor of een hersenbloeding. Omdat hersenen zulke complexe structuren bevatten, is het relatief eenvoudiger om hersenonderzoek te verrichten aan de hand van geblokkeerde, of in activiteit verzwakte, hersenonderdelen. Patiënten worden zo vaak zelf geholpen én helpen tevens de wetenschap. Onderzoek naar beschadigingen van menselijke hersenen gebeurt behalve op gedragsniveau (bijvoorbeeld via psychologische tests of experimenteel psychologisch onderzoek) ook met beeldvormende technieken zoals MRI (magnetic resonance imaging), fMRI (f slaat op functioneel) en PET (positronemissietomografie). MRI verschaft voornamelijk informatie over hersenstructuren, terwijl PET en fMRI meer geschikt zijn om de functie van hersenen te onderzoeken tijdens een actieve taakuitvoering.

## Overzicht van stoornissen na hersenbeschadiging
De gevolgen van hersenbeschadiging voor het menselijke gedrag kunnen uitermate complex zijn. Dit komt doordat hogere cognitieve functies als taal en geheugen over een relatief groot hersengebied zijn verspreid, en bovendien elkaar vaak overlappen. Deze complexe functies zijn op hun beurt weer onderverdeeld in meer elementaire deelfuncties, die soms wel beter te lokaliseren zijn. Beschadiging van een klein gebied in de hersenen kan daarom vaak leiden tot aantasting van meerdere cognitieve functies, maar zal tegelijkertijd de complexe functie  nooit geheel uitschakelen. Hieronder volgt een korte samenvatting van de voornaamste neuropsychologische stoornissen.
- Afasie Stoornissen in taalproductie en -perceptie worden samengevat onder de algemene term afasie. Zij kunnen verschillende subvormen aannemen, afhankelijk van de plaats van de hersenbeschadiging of laesie. Zo bestaat er een onderscheid tussen sensorische afasie (moeite hebben met begrijpen van taal) en motorische afasie (moeite hebben met produceren van taal) en woordvindingsstoornissen. Bij de meeste rechtshandigen blijken taalfuncties (in het bijzonder spraak) verbonden met gebieden in de linkerhersenhelft. Dit kan bijvoorbeeld worden aangetoond met de wadatest. Hierbij wordt een barbituraat in de binnenste halsslagader gespoten. Bij de meeste rechtshandigen zal injectie van de linkerslagader leiden tot een verstoring van de spraak. Dit komt doordat het barbituraat tijdelijk de linker hemisfeer verdooft. Andere vormen van afasie zijn verworven dyslexie (moeite hebben met lezen bij mensen met normaal verstand en visus), alexie (niet kunnen lezen), agrafie (niet kunnen schrijven) en anomie (niet op namen van objecten kunnen komen). Het blijkt soms heel lastig om de oorzaak van deze stoornissen te achterhalen. Zo kan bijvoorbeeld alexie zowel een gevolg zijn van het niet kunnen identificeren van de vorm van letters, het niet kunnen uitspreken van fonemen (waardoor als het ware de innerlijke spraak is verstoord) of het niet begrijpen van de betekenis van een woord of zin. Nadere diagnostiek door logopedisten of klinisch linguïsten kan hier meer duidelijkheid over geven.
- Neglect. Beschadiging van gebieden in de pariëtale kwab gaat soms gepaard met een aandachtsstoornis die neglect (verwaarlozing) wordt genoemd. Hierbij is men zich niet bewust van objecten of gebeurtenissen die plaatsvinden in de omgeving. Het bijzondere van neglect is echter dat het meestal eenzijdig is. Bij beschadiging van de rechterhersenhelft (pariëtale gebied) valt de aandacht of belangstelling voor het linkerdeel van de buitenwereld weg. Daarom spreekt men hier ook wel van hemineglect (halfzijdige verwaarlozing). Een neglectpatiënt kan bijvoorbeeld, als men hem vraagt een klok na te tekenen, alleen het rechterdeel van de wijzerplaat met de cijfers 12 en 1 tot en met 6 tekenen. Bij beschadiging van de linker pariëtale schors treedt dit verschijnsel minder vaak op.
- Amnesie.  Geheugenstoornissen, samengevat onder de term amnesie, kunnen een gevolg zijn van hersenbeschadiging, maar doen zich ook vaak voor bij normale of pathologische vormen van veroudering. Doorgaans worden er twee hoofdvormen van geheugen onderscheiden, namelijk het declaratief geheugen (geheugen voor feiten en gebeurtenissen), en het procedureel geheugen (geheugen voor vaardigheden en vaste gewoontes). Vooral het declaratief geheugen blijkt kwetsbaar voor hersenbeschadiging of gevolgen van veroudering. Ook hierbinnen zijn weer twee subvormen te onderscheiden, namelijk een onvermogen om zich vroegere feiten of gebeurtenissen te herinneren, of een onvermogen om nieuwe feiten of gebeurtenissen te onthouden of in te prenten.  Andere termen voor deze twee soorten geheugenstoornissen zijn retrograde amnesie (teruggaand in de tijd) en anterograde amnesie (vooruitgaand in de tijd). Deze laatste termen worden echter meestal gebruikt bij geheugenstoornissen die op een duidelijk moment in de tijd, bijvoorbeeld na hersenletsel, zijn ontstaan. Bij retrograde amnesie heeft men dan meer moeite oude informatie terug te vinden die was opgeslagen lang vóór het moment van het letsel, bij anterograde amnesie met het vasthouden of leren van nieuwe informatie, na het moment van  het letsel. Het opslaan van nieuwe kennis wordt ook wel consolidatie genoemd. Een typisch verschijnsel dat bij sommige vormen van retrograde amnesie optreedt is de temporele gradiënt, ook wel Ribotgradiënt genoemd. Dit houdt bijvoorbeeld in dat na een ernstige hersenschudding, over een periode van enkele maanden het oude geheugen het eerst terugkomt, en het recente geheugen het laatst. Het meer recente of 'verse' geheugen was kennelijk in dit geval het meest kwetsbaar. Het langetermijndeclaratieve geheugen is vooral verbonden met de temporale kwab, terwijl bij het consolideren van nieuwe kennis vooral de hippocampus is betrokken. Het procedureel geheugen blijkt met andere gebieden in de hersenen te zijn geassocieerd, zoals de motorische schorsgebieden, en de dieper gelegen basale kernen (basale ganglia) en de kleine hersenen (cerebellum).
- Executieve functies.Beschadiging van de prefrontale hersengebieden kan gepaard gaan met verschijnselen als emotionele ontremming en aantasting van executieve functies (doelgericht en flexibel plannen, controleren en aanpassen van handelingen). Een 'beroemd' geval van ontremming is Phineas Gage, een wegarbeider die in 1841  een ijzeren staaf kreeg door het voorste deel van het hoofd dat achter de oogkas ligt, en wiens gedrag daarna ingrijpend veranderde. Een test die veel gebruikt wordt om stoornissen in executieve functies op te sporen is de Wisconsin Card Sorting Test (WCST).
- Agnosie. Stoornissen in het herkennen en benoemen van objecten en gezichten wordt  agnosie genoemd. Hierbij blijken vaak de secundaire visuele gebieden betrokken te zijn. Het niet herkennen van gezichten noemt men ook wel prosopagnosie (prosopon= gezicht).

## Herstel na hersenbeschadiging
Hersenbeschadiging op jonge leeftijd blijkt doorgaans voor taalfuncties minder ingrijpende gevolgen te hebben dan op volwassen  leeftijd. Daarentegen lijken laesies in de prefrontale gebieden op jonge leeftijd negatieve gevolgen te hebben voor de latere verstandelijke ontwikkeling. Mogelijk hangt dit samen met het feit dat de ontwikkeling van deze gebieden pas in de late adolescentie is voltooid. Soms treedt na hersenbeschadiging een gedeeltelijk of volledig herstel van een functie op. Dit kan komen omdat het getroffen gebied zelf zich weer heeft hersteld, of omdat op de langere termijn andere gebieden in de hersenen deze functie hebben overgenomen. Dit laatste wordt ook wel reorganisatie genoemd. Reorganisatie kan verschillende vormen aannemen. Zo kan bijvoorbeeld een zenuwcel een andere route in een bestaand netwerk gaan volgen, waardoor hij verbindingen vormt met een andere targetcel. Ook kunnen aan een zenuwcel nieuwe uitlopers (bijvoorbeeld dendrieten) 'ontspruiten' waardoor er nieuwe verbindingen met andere cellen ontstaan. Mogelijk speelt hierbij de stof NGF (Nerve Growth Factor) die door glia-cellen wordt geproduceerd een rol. Echter, ook indien er geen herstel op structureel niveau van de hersenen optreedt, kan functieverlies voor een deel gecompenseerd worden door strategische aanpassing. Zo kan bijvoorbeeld een patiënt die kampt met ernstig geheugenverlies een notitieboekje bijhouden waarin zij noteert waar zij haar auto op de parkeerplaats heeft neergezet.

## Enkele versus dubbele dissociatie
Veel conclusies uit de neuropsychologie zijn gebaseerd op zogenaamde "enkelvoudige dissociatie". Dit wil zeggen dat patiënten met een beschadiging in bijvoorbeeld het frontale gebied van de hersenen, slecht scoren op een rekentaak maar niet op een leestaak. Mensen uit een normale controlegroep blijken op beide tests goed te presteren. Men zou nu kunnen concluderen dat de frontale patiënten een specifiek probleem hebben met rekenen. Dat hoeft echter niet per se zo te zijn, omdat men kan aanvoeren dat rekenen moeilijker is dan lezen, en dat het gevonden resultaat berust op een algemeen concentratieprobleem van de onderzochte patiënten.
Een sterker bewijs wordt geleverd door "dubbele dissociatie". Hierbij gaat men niet uit van een controlegroep en een patiëntengroep, maar van twee patiëntengroepen: bijvoorbeeld een groep met een beschadiging in het frontale gebied, en een tweede groep met een beschadiging in het temporale gebied van de hersenen. Dubbele dissociatie wil nu zeggen dat de temporale patiënten het omgekeerde testresultaat laten zien: zij scoren goed in rekenen maar slecht in taal. Men heeft nu een sterker bewijs in handen dat er sprake is van een stoornis of uitval van een specifieke cognitieve functie bij de betreffende patiëntengroepen.

## Pioniers
Een belangrijke pionier in de 20e eeuw was Alexander Luria. Belangrijke bijdragen zijn later geleverd door Donald Hebb, en in meer recente tijden door Brenda Milner, Allan Schore, Antonio Damasio en Tim Shallice.